# Eerste Elfstedentocht
Op 2 januari 1909 werd de eerste officiële Elfstedentocht georganiseerd door De Friesche IJsbond.

## Inschrijving
Tegen het einde van 1908 werd de wedstrijd uitgeschreven op een nog nader te bepalen datum. Tot 5 januari zou er gelegenheid zijn om in te schrijven. Toen het echter bleef vriezen en het ijs goed werd geacht, werd abrupt besloten de Elfstedentocht te vervroegen. De nieuwe einddatum voor inschrijving werd verschoven naar 1 januari. Wie echter tot Nieuwjaarsdag had gewacht, was daardoor te laat om zich in te schrijven. Zelfs inschrijvingen op oudejaarsdag werden, om onbekende reden, niet meer geaccepteerd. Uiteindelijk hadden 48 personen zich tijdig ingeschreven. Dit tot groot ongenoegen van vele anderen.

## De start
Op de dag waarop de tocht zou plaatsvinden, viel plotseling de dooi in. Een meerderheid van de deelnemers hield het voor gezien. De 23 overgebleven rijders die zich meldden bij hotel Amicitia aan de Wirdumerdijk te Leeuwarden, moesten zelf maar zien of ze nog meededen, zo kregen ze te horen. Verrassend was de boodschap die de voorzitter van de IJsbond de deelnemers nog meegaf voor de start: "u dient de tocht eigenlijk niet te beschouwen als een wedstrijd, alleen de flink getrainde jongelui onder u mogen denken aan het winnen van een prijs". 
Er waren in ieder geval wel prijzen beschikbaar voor de nummers een, twee en drie. Het competitie-element was desondanks nog niet wat het tegenwoordig is. Over de nummers vier tot en met zeven van de wedstrijd wordt gemeld: "een vlugge schaats reed, ze waren opgewekt, spraakzaam en gaven meer de indruk van een reizend gezelschapje dat zich zeker weet van de bestemming, dan van wedstrijdrijders, die het eerst de eindpaal willen bereiken."
Een treffend voorbeeld is een gebeurtenis na een korte pauze: toen Hoekstra en Leij wilden vertrekken, riep Rooseboom: "wacht nog even, ik ben nog niet klaar!" Er werd gewoon gewacht tot ook Rooseboom kon meekomen. Voorzitter Hijlkema gaf ook nog een ander advies mee: "vooral in het begin wat kalm aan doen, want wie het eerst in Dokkum is, zou weleens het laatst in Stavoren kunnen zijn."

## De wedstrijd
Voorzitter Hijlkema kreeg gelijk. J. Schaap uit Roordahuizum wist inderdaad als eerste Dokkum te bereiken - de tocht werd tegen de klok in gereden, dus na de start in Leeuwarden eerst naar Dokkum. In Stavoren moest hij echter de strijd staken. Ook de anderen die tussen Leeuwarden en Franeker steeds aan kop lagen waren later niet meer in de top-10 te vinden. Bij Harlingen tekenden zich twee grote favorieten af: Minne Hoekstra uit Warga en Gerlof van der Leij uit Marrum. De voorsprong van de twee Friezen groeide tot drie kwartier. Toen zij in Sneek echter even in een herberg uitrustten, sloeg de schrik hen om het lijf toen Tiete Rooseboom uit Amsterdam kwam binnenstappen. Meteen vertrokken ze weer, maar Rooseboom, blijkbaar nog niet zo erg vermoeid na de inhaalmanoeuvre, volgde meteen. De mannen praatten onder het schaatsen gezellig met elkaar. Tussen Hoekstra en Rooseboom ontstond rond de 5 kilometer voor de finish een discussie over hoe de strijd zou moeten eindigen. Hoekstra zag een sprint vlak van tevoren wel zitten, terwijl Rooseboom liever gewoon zo hard mogelijk naar de finish wou. Voor Hoekstra en van der Leij leek dit na zo'n lange tocht een gevaarlijke zaak, maar Rooseboom drukte zijn zin door. Rooseboom ging er dan ook vandoor. Minne Hoekstra bleek nog veel reserve te hebben en wist makkelijk te winnen. Hoekstra zette een tijd van 13 uur en 50 minuten neer. Gerlof van der Leij kwam drie minuten later aan en Rooseboom werd derde, vijf minuten na Hoekstra.
Overigens had de kopgroep bijna de hele tocht een sportjournalist in haar midden. Jan Feith van het Algemeen Handelsblad stapte in Dokkum op het ijs en kwam tegelijk met Hoekstra aan.

## Uitslag Mannen
| Pos. | Naam                           | Woonplaats | Tijd  |
| ---- | ------------------------------ | ---------- | ----- |
| 1    | Minne Hoekstra                 | Warga      | 13:50 |
| 2    | Gerlof van der Leij            | Marrum     | 13:53 |
| 3    | Tiete Solke Rooseboom          | Amsterdam  | 13:56 |
| 4    | Jan Boon                       | Rotterdam  | 15:06 |
| 5    | Jacob Haye Kaastra             | Huizum     | 15:06 |
| 6    | Sjerp Kaastra                  | Huizum     | 15:06 |
| 7    | Jan Ferwerda                   | Leeuwarden | 15:06 |
| 8    | Hector van Coehoorn van Sminia | Haarlem    | 17:50 |
| 9    | J. Lieftinck                   | Haarlem    | 17:22 |

## Oprichting Vereniging De Friesche Elf Steden
De tocht inspireerde Mindert Hepkema tot het bepleiten van een speciale vereniging voor de Elfstedentocht. Om zeker te zijn van gunstige ijsverhoudingen en voortaan zo mogelijk telkenjare niet alleen een Elfstedentocht maar ook een Elfstedenwedstrijd te kunnen organiseren. Zijn brief had resultaat. Op 15 januari 1909 werd de Vereniging De Friesche Elf Steden opgericht. Hepkema werd de eerste voorzitter.